# Почвенный банк семян
Почвенный банк семян — это естественные запасы семян, часто находящихся в состоянии покоя, в почве большинства экосистем.  Изучение почвенных семенных банков началось в 1859 году, когда Чарльз Дарвин наблюдал появление всходов, используя образцы почвы со дна озера. Первая научная статья по этому вопросу была опубликована в 1882 году и сообщала о распределении семян на разной глубине почвы.  Банки семян сорняков интенсивно изучаются в сельскохозяйственной науке из-за их важного экономического воздействия. Другие области, заинтересованные в создании банков почвенных семян, включают регенерацию лесов
и реставрационную экологию .
Генри Дэвид Торо писал, что современное популярное мнение, объясняющее вторичную сукцессию вырубленного леса, в частности деревьев разного вида, по отношению к срубленным деревьям, заключается в том, что семена либо самопроизвольно образуются в почве, либо прорастают после того, как находились в состоянии покоя в течение столетий. Однако он отверг эту идею, отметив, что тяжелые орехи, непригодные для распространения ветром, разносятся животными. 

## Экологическая значимость банка семян
Банк семян — один из ключевых факторов устойчивости и колебаний плотности популяций растений, особенно однолетних растений. Многолетние растения имеют органы для вегетативного размножения, облегчающие формирование новых растений, миграцию на новый грунт или восстановление после уничтожения надземной части, которые аналогичны банку семян по своей способности сохраняться в условиях беспокойства. Эти органы размножения вместе называются «банком почвенных почек» и включают спящие и придаточные почки на столонах, корневищах и луковицах. Более того, термин «банк почвенных диаспор» может использоваться для обозначения нецветковых растений, таких как папоротники и мохообразные. 
Банк почвенных семян является важным источником размножения для восстановления растительности и восстановления богатой видами растительности, поскольку они обеспечивают воспоминания о прошлой растительности и представляют структуру будущей популяции. Более того, состав банка семян часто более устойчив к изменениям окружающей среды, чем растительность, хотя хроническое отложение азота может его истощить. Во многих системах плотность почвенного семенного банка зачастую ниже, чем растительности и имеются большие различия в видовом составе семенного банка и составе надземной растительности. Кроме того, ключевым моментом является взаимосвязь между банком семян почвы и исходным потенциалом для измерения потенциала восстановления растительности. В местах обитания, находящихся под угрозой исчезновения, таких как илистые отмели, редкие и находящиеся под угрозой исчезновения виды могут присутствовать в больших количествах, состав семенного банка часто более устойчив, чем растительность, к изменениям окружающей среды.
Почвенные семенные банки являются важнейшей частью быстрого восстановления растительности на участках, нарушенных лесными пожарами, катастрофическими погодными условиями, сельскохозяйственными операциями и заготовкой древесины — естественным процессом, известным как вторичная сукцессия. В почвенных семенных банках часто доминируют виды-первопроходцы, те виды, которые специально приспособлены для возвращения в окружающую среду первыми после нарушения.  Лесные экосистемы и водно-болотные угодья содержат ряд специализированных видов растений, образующих устойчивые почвенные семенные банки.
Отсутствие почвенного семенного банка препятствует формированию растительности во время первичной сукцессии, тогда как наличие хорошо укомплектованного почвенного семенного банка позволяет быстро развивать богатые видами экосистемы во время вторичной сукцессии.

## Долговечность семян
Многие таксоны были классифицированы в зависимости от долговечности их семян в почвенном семенном банке. Семена переходных видов остаются жизнеспособными в почвенном семенном банке только до следующей возможности прорасти, в то время как семена устойчивых видов могут выжить дольше, чем при следующей возможности — часто намного дольше, чем один год. Виды, семена которых сохраняют жизнеспособность в почве более пяти лет, образуют долговременно стойкий банк семян, а виды, семена которых обычно прорастают или погибают в течение одного-пяти лет, называются кратковременно стойкими. Типичным долгоживущим видом является Chenopodium album (Lambsquarters); его семена обычно остаются жизнеспособными в почве до 40 лет, а в редких случаях — до 1600 лет.  Видом, вообще не образующим почвенного семенного банка (за исключением засушливого периода между созреванием и первыми осенними дождями), является Agrostemma githago, который раньше был широко распространенным злаковым сорняком.
Срок годности семян очень изменчив и зависит от многих факторов. Семена, закопанные глубже, имеют тенденцию сохраняться дольше. Однако лишь немногие виды живут более 100 лет. В типичных почвах продолжительность жизни семян может колебаться от почти нулевой (прорастание сразу при попадании в почву или даже раньше) до нескольких сотен лет. Одними из самых старых, еще жизнеспособных семян были семена лотоса (Nelumbo nucifera), найденные в почве пруда. По данным радиоуглеродного датирования, этим семенам около 1200 лет. Один сорт финиковой пальмы, иудейская финиковая пальма, успешно пророс в 2008 году после случайного хранения в течение 2000 лет. 

## Знаменитые эксперименты по долговечности семян
Одно из самых длительных испытаний жизнеспособности почвенных семян было начато в Мичигане в 1879 году Джеймсом Билом. В ходе эксперимента было закопано 20 бутылок с 50 семенами 21 вида. Каждые пять лет бутылку каждого вида собирали и проращивали на подносе со стерилизованной почвой, который хранился в камере выращивания. Позже, когда ответственность за управление экспериментом была передана смотрителям, период между извлечениями стал длиннее. В 1980 году, спустя более 100 лет после начала испытаний, наблюдалось прорастание семян только трёх видов: коровяка обыкновенного ( Verbascum blattaria ), коровяка обыкновенного ( Verbascum thapsus ) и мальвы обыкновенной ( Malva ignorea ).  Было проведено несколько других экспериментов для определения долгосрочной долговечности семян в почвенных банках семян.
| Species                   | Time               | Comments |  |
| ------------------------- | ------------------ | --- |  |
| Verbascum blattaria       | At least 142 years | |  |
| Verbascum thapsus         | At least 100 years | |  |
| Malva neglecta            | At least 100 years | |  |
| Oenothera biennis         | 80 years           | 10% of seeds sprouted after the 80-year mark |  |
| Rumex crispus             | 80 years           | Only 2% of seeds survived to this point. |  |
| Datura stramonium         | At least 39 years  | Over 90 percent germination rate was reported |  |
| Phytolacca americana      | At least 39 years  | 80-90 percent germination rate was reported |  |
| Solanum nigrum            | At least 39 years  | Over 80 percent germination rate was reported |  |
| Robinia pseudoacacia      | At least 39 years  | |  |
| Ambrosia artemisiifolia   | At least 39 years  | |  |
| Potentilla norvegica      | At least 39 years  | |  |
| Onopordum acanthium       | At least 39 years  | |  |
| Rudbeckia hirta           | At least 39 years  | |  |
| Cuscuta polygonorum       | At least 39 years  | |  |
| Lespedeza frutescens      | At least 39 years  | |  |
| Convolvulus sepium        | At least 39 years  | |  |
| Ipomoea lacunosa          | At least 39 years  | |  |
| Verbena hastata           | At least 39 years  | |  |
| Verbena urticifolia       | At least 39 years  | |  |
| Nicotiana tabacum         | At least 39 years  | |  |
| Arctium lappa             | At least 39 years  | Only 1 percent germination was reported. |  |
| Boehmeria nivea           | At least 39 years  | |  |
| Setaria verticillata      | At least 39 years  | |  |
| Trifolium pratense        | At least 39 years  | |  |
| Rumex obtusifolius        | At least 39 years  | |  |
| Rumex salicifolius        | At least 39 years  | |  |
| Chenopodium album         | At least 39 years  | |  |
| Chenopodium hybridum      | At least 39 years  | |  |
| Abutilon theophrasti      | At least 39 years  | |  |
| Leucanthemum vulgare      | At least 39 years  | |  |
| Hibiscus militaris        | At least 39 years  | |  |
| Hypericum hypericoides    | At least 39 years  | |  |
| Sporobolus cryptandrus    | At least 39 years  | |  |
| Polygonum scandens        | At least 39 years  | Germination rate was very low throughout the experiment. |  |
| Poa pratensis             | At least 39 years  | |  |
| Setaria viridis           | At least 39 years  | |  |
| Phalaris arundinacea      | 30 years           | Only 1 percent of seed survived. |  |
| Portulaca oleracea        | 30 years           | 38 percent of the most deeply buried seeds were viable at 21 years, 1 percent of more shallowly buried seeds are reported sprouting after the 30 year mark. |  |
| Polygonum pensylvanicum   | 30 years           | |  |
| Polygonum persicaria      | 30 years           | |  |
| Cassia marilandica        | 30 years           | |  |
| Thlaspi arvense           | 30 years           | |  |
| Trifolium hybridum        | 30 years           | |  |
| Ambrosia trifida          | 21 years           | |  |
| Brassica nigra            | 21 years           | |  |
| Dracocephalum parviflorum | 24.7 years         | |  |
| Rorippa islandica         | 24.7 years         | |  |
| Matricaria discoidea      | 24.7 years         | |  |
| Polygonum aviculare       | 24.7 years         | |  |
| Helianthus annuus         | 17 years           | |  |
| Setaria parviflora        | 17 years           | |  |
| Cirsium arvense           | 17 years           | |  |
| Cirsium flodmanii         | 17 years           | |  |
| Ipomoea hederacea         | 17 years           | |  |
| Persicaria amphibia       | 17 years           | |  |
| Amaranthus tuberculatus   | 17 years           | |  |
| Solanum sarrachoides      | 17 years           | |  |
| Ambrosia grayii           | 17 years           | Only 1% of seed germinated. |  |
| Bassia scoparia           | 17 years           | Only 1% of seed germinated. |  |
| Echinochloa crus-galli    | 17 years           | Only 1% of seed germinated. |  |
| Amaranthus retroflexus    | 12 years           | |  |
| Pyrus calleryana          | At least 11 years  | |  |

## Другие исследования
Известно, что виды Striga (ведьмин-трава) оставляют в почве одну из самых высоких плотностей семян по сравнению с другими родами растений; это основной фактор, повышающий их инвазивный потенциал.  Каждое растение способно дать от 90 000 до 450 000 семян, хотя большинство этих семян нежизнеспособны.  Было подсчитано, что только два вида ведьмы дадут достаточно семян, необходимых для пополнения банка семян после сезонных потерь.  До появления гербицидов хорошим примером устойчивого вида семенного фонда был Papaver rhoeas, который иногда был настолько многочисленным на сельскохозяйственных полях в Европе, что его можно было принять за сельскохозяйственную культуру. </link>
Исследования генетической структуры популяций Androsace septentrionalis в банке семян по сравнению с популяциями устоявшихся растений показали, что разнообразие внутри популяций выше под землей, чем над землей.